# Do jesieni (wiersz Johna Keatsa)

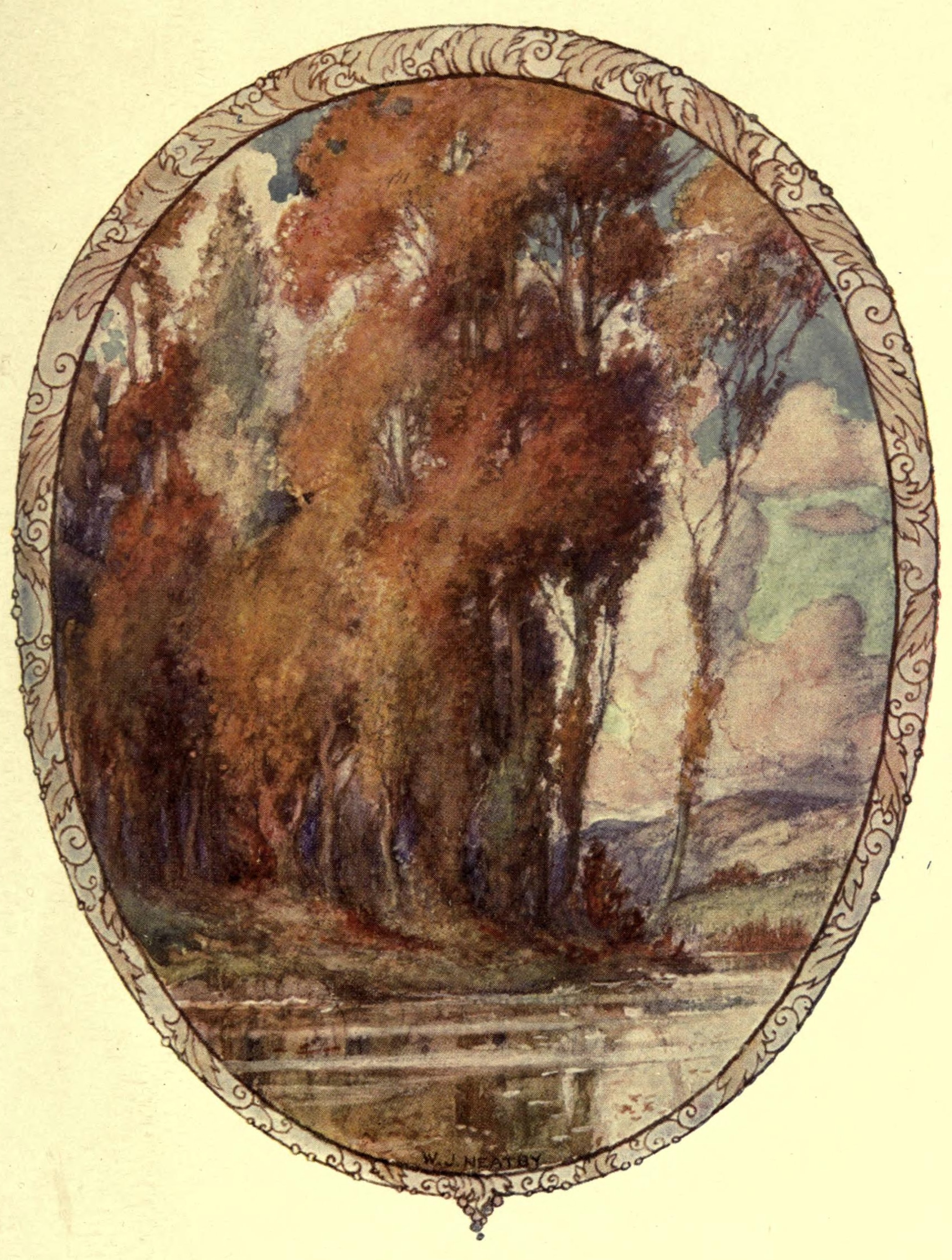
Ilustracja do poematu Keatsa autorstwa W. J. Neatby'ego (1860-1910) z 1899 r.

Do jesieni – wiersz angielskiego romantycznego poety Johna Keatsa, zaliczający się do grupy ód z 1819 roku. Utwór składa się z trzech strof jedenastowersowych.
Season of mists and mellow fruitfulness,
Close bosom-friend of the maturing sun;
Conspiring with him how to load and bless
With fruit the vines that round the thatch-eves run;
To bend with apples the moss'd cottage-trees,
And fill all fruit with ripeness to the core;
To swell the gourd, and plump the hazel shells
With a sweet kernel; to set budding more,
And still more, later flowers for the bees,
Until they think warm days will never cease,
For summer has o'er-brimm'd their clammy cells.
Na język polski wiersz przełożyła Zofia Kierszys. Nową wersję dał Tomasz Krzykała.